# William Pulteney, 1.º Conde de Bath
William Pulteney, 1.º Conde de Bath, CP (22 de Março de 1684 - 7 de Julho de 1764) foi um político liberal inglês que recebeu o título de primeiro conde de Bath em 1742 do rei Jorge II da Grã-Bretanha. Por vezes refere-se que foi o primeiro-ministro britânico que exerceu o cargo por menos tempo na História (dois dias), apesar das fontes mais modernas reconhecerem que não se pode considerar que tenha tido esse cargo.

## Origens e Primeiros Anos de Carreira
Filho de William Pulteney e da sua primeira esposa, Mary Floyd, William nasceu numa família antiga de Leicestershire. Foi educado em Westminster School e em Christ Church, Oxford, onde se matriculou a 31 de Outubro de 1700. Adquiriu grandes conhecimentos clássicos e quando deixou Oxford realizou a habitual digressão pela Europa. Em 1705, foi introduzido no parlamento por Henry Guy, antigo secretário do Tesouro, representando o município de Hedon, no Yorkshire. William deteve o lugar sem pausas até 1734.
Ao longo do reinado da rainha Ana, William teve um papel importante nas lutas dos liberais e envolveu-se na perseguição a Henry Sacheverell. Quando os conservadores, que tinham saído vitoriosos, enviaram o seu amigo Robert Walpole para a Torre de Londres em 1712, Pulteney defendeu a sua causa na Câmara dos Comuns e, juntamente com os membros mais importantes do Partido Liberal, foi visitá-lo à prisão.